# Letni Puchar Świata w narciarstwie alpejskim 2015
Sezon 2015 Letniego Pucharu Świata w narciarstwie alpejskim rozpoczął się 30 maja 2015 w austriackim kurorcie Rettenbach. Ostatnie zawody z tego cyklu zostały rozegrane w dniach 21–23 sierpnia 2015 w austriackiej miejscowości Kaprun. Zostało rozegranych 15 konkursów dla kobiet i 15 konkursów dla mężczyzn.

## Letni Puchar Świata w narciarstwie alpejskim kobiet
Wśród kobiet letni puchar świata z sezonu 2014 nie obroniła Austriaczka Kristin Hetfleisch. W tym roku najlepsza okazała się Słowaczka Barbara Míková.
W poszczególnych klasyfikacjach triumfowały:
- slalom  Jaqueline Gerlach i  Barbara Míková
- gigant  Kristin Hetfleisch
- supergigant  Barbara Míková
- superkombinacja  Barbara Míková

## Letni Puchar Świata w narciarstwie alpejskim mężczyzn
Wśród mężczyzn letni puchar świata z sezonu 2014 nie obronił Szwajcar Stefan Portmann. W tym roku najlepszy okazał się Austriak Michael Stocker.
W poszczególnych klasyfikacjach triumfowali:
- slalom  Michael Stocker
- gigant  Edoardo Frau
- supergigant  Edoardo Frau
- superkombinacja  Mirko Hueppi

## Klasyfikacja drużynowa kobiet i mężczyzn
| Miejsce | Państwo    | Punkty |
| ------- | ---------- | ------ |
| 1.      | Austria    | 5538   |
| 2.      | Czechy     | 4413   |
| 3.      | Włochy     | 3688   |
| 4.      | Szwajcaria | 1472   |
| 5.      | Słowacja   | 1218   |
| 6.      | Niemcy     | 492    |
| 7.      | Iran       | 395    |
| 8.      | Japonia    | 60     |